# Kentropyx paulensis
Kentropyx paulensis là một loài thằn lằn trong họ Teiidae. Loài này được Boettger mô tả khoa học đầu tiên năm 1893.